# Amata alberti
Amata alberti là một loài bướm đêm thuộc phân họ Arctiinae, họ Erebidae.